# Sandy Petersen
Sandy Petersen, vero nome Carl Sanford Joslyn Petersen (St. Louis, 16 settembre 1955), è un autore di giochi statunitense.

## Biografia
Ha frequentato Berkeley, l'Università della California, laureandosi in zoologia.
È un grande fan di H.P. Lovecraft, nelle cui opere si imbatté per la prima volta trovando, nella biblioteca di suo padre, una copia edita dall'esercito durante la seconda guerra mondiale di The Dunwich Horror and other Weird Tales.
Nel 1974 Dungeons & Dragons lo portò ad interessarsi del gioco di ruolo e l'unione di questi due interessi lo spinse a contattare la Chaosium per proporre un gioco di ruolo horror basato sui miti di Cthulhu. Inizialmente la Chaosium rifiutò l'offerta, poiché era già impegnata con Kurt Lortz per lo sviluppo di un gioco di ruolo basato sui miti Cthulhu, ma quando il manoscritto proposto da Kurtz fu rifiutato la Chaosium richiamò Petersen che divenne il principale autore di The Call of Cthulhu (1981) e fu assunto a tempo pieno. Petersen scrisse successivamente molti scenari e materiale di background per il gioco e collaborò alla terza edizione di RuneQuest, per il quale scrisse l'apprezzato supplemento Trollpack, insieme a diversi altri supplementi per Glorantha.
È stato l'autore di diversi supplementi per RuneQuest pubblicati dalla Avalon Hill e dalla Games Workshop. Petersen fu anche coautore di Ghostbusters per la West End Games. Continua a giocare e a masterizzare giochi di ruolo e frequenta spesso le convention dove di solito propone un gioco di ruolo freeform da lui progettato.
Lavorò per qualche tempo per la Microprose, dove nel periodo tra il 1989 e il 1992 collaborò ai giochi Darklands, Hyperspeed, Lightspeed, Sid Meier's Pirates! e Sword of the Samurai. Ha anche collaborato in misura minore al gioco Civilization.
Interessato fondamentalmente dallo sparatutto in prima persona Wolfenstein 3D, Petersen si unì alla id Software circa 10 settimane prima del rilascio nel dicembre 1993 di Doom ed in quel tempo creò per esso 19 livelli (dei quali 8 erano basati in parte sulle prime bozze di Tom Hall). Successivamente creò 17 livelli per Doom II, e 7 livelli per Quake. Le sue influenze lovecraftiane hanno influenzato anche il design dei mostri per questi giochi.
Lasciò la id Software per gli Ensemble Studios nel giugno 1997, dove lavorò come progettista per diversi dei loro titoli della linea Age of Empires, tra cui Rise of Rome, Age of Empires II: The Age of Kings e Age of Empires II: The Conquerors Expansion.
A novembre 2011 è stato ospite a Lucca Comics & Games.
A metà del 2013 ha condotto con successo su Kickstarter una campagna per produrre il gioco da tavolo Cthulhu Wars in cui i giocatori rappresentano i seguaci di vari culti in lotta per il dominio del mondo, raccogliendo oltre 1.400.000 dollari